# Ron Suart
Ronald Suart, detto Ron (Barrow-in-Furness, 18 novembre 1920 – Surrey, 25 marzo 2015), è stato un calciatore e allenatore di calcio britannico, che ha giocato come difensore.

## Carriera

### Giocatore
In tutta la sua carriera, Suart ha distribuito le proprie presenze tra Blackpool e Blackburn Rovers. Con il Blackpool ha raggiunto la finale di FA Cup nel 1948, ma non ha potuto giocarla a causa di un infortunio.

### Allenatore
Suart ha fatto la sua prima esperienza su una panchina divenendo giocatore-allenatore del Wigan, senza grandi successi. L'anno dopo è stato ingaggiato (stavolta solo come manager) dal Scunthorpe United, con il quale ha vinto il campionato di Terza Divisione Nord, per poi tornare dall'amato Blackpool nel 1958.
Il miglior risultato ottenuto con questo club è stata una semifinale di Carling Cup nel 1962, persa contro il Norwich City. Nonostante la società gli avesse fornito giocatori di tutto sommato grande rilievo, non riuscì mai ad ottenere piazzamenti significativi. Nel 1967, quattro mesi prima della fine del campionato (e della retrocessione della sua squadra in Second Division), si dimise dall'incarico. A tutt'oggi, rimane il secondo allenatore più longivo della storia del club, dietro solo a Joe Smith.
All'inizio della stagione successiva, divenne il vice di Dave Sexton sulla panchina del Chelsea, rimanendo tale per 7 anni. Quando, poi, Sexton si dimesse nell'ottobre 1974, divenne temporaneamente il manager del team londinese fino all'affidamento definitivo dell'incarico ad Eddie McCreadie. Mentre era vice di Sexton, la squadra vinse la FA Cup del 1970 e la Coppa delle Coppe del 1971.

## Palmarès

### Allenatore

#### Competizioni nazionali
- Third Division North: 1

Scuntorphe United: 1957–1958

### Vice-allenatore

#### Competizioni nazionali
- Coppa d'Inghilterra: 1

Chelsea: 1969–1970

#### Competizioni internazionali
- Coppa delle Coppe: 1

Chelsea: 1970–1971